# 金州廳
金州廳是清代奉天府所屬的一個廳，明置金州衞。雍正十二年置寧海縣，隸府。道光二十三年改金州廳，仍隸府，其轄地在今遼寧省大連市金州區一帶地方。